# Fashtāl
Fashtāl (persiska: فشتال) är en ort i Iran.   Den ligger i provinsen Gilan, i den nordvästra delen av landet, 210 km nordväst om huvudstaden Teheran. Fashtāl ligger 47 meter över havet och antalet invånare är 906.
Terrängen runt Fashtāl är platt åt nordväst, men åt sydost är den kuperad. Runt Fashtāl är det ganska tätbefolkat, med 155 invånare per kvadratkilometer. Närmaste större samhälle är Lāhījān, 17,5 km öster om Fashtāl. I omgivningarna runt Fashtāl växer i huvudsak blandskog.